# 조준호 (유도 선수)
조준호(曺準浩, 1988년 12월 16일~)는 대한민국 유도 선수, 지도자이다. 조코치라는 닉네임으로도 유명하다. 쌍둥이 동생 조준현과 막내 동생 조준휘도 유도 선수이다.

## 주요 이력
2012년 하계 올림픽 대표 선발전에서 최민호에게 두번이나 패하고도 국가대표로 선발이 되어 논란이 되었다. 하지만 이는 대한유도회가 선발과정에서 세계랭킹이 더 높은 조준호가 점수를 더 받았기 때문이라 밝혔다. 올림픽에서는 우크라이나의 세르히 드레보트와 우즈베키스탄의 미르조히트 파르모노프를 꺾고 8강에 올랐다. 8강 상대는 일본의 에비누마 마사시였으며, 전원일치로 판정승 하였지만 이후 심판의 번복으로 패배하였다. 그 후 패자부활전에서 영국의 콜린 오츠를 상대로 승리하고 동메달 결정전에서 스페인의 수고이 우리아르테를 꺾고 동메달을 획득하였다.

## 출신 학교
- 중현초등학교
- 삼성중학교
- 부산체육고등학교
- 용인대학교
- 용인대학교 대학원

## 방송
- 2015년 KBS 《우리동네 예체능》
- 2016년 MBC 《마이 리틀 텔레비전》
- 2017년 MBC 《나 혼자 산다》
- 2017년 tvN 《소사이어티 게임 시즌 2》
- 2017년 O'live 《원나잇 푸드트립》
- 2017년 MBC 《랭킹쇼 123》
- 2018년 MBC 《미스터리 음악쇼 복면가왕》 - 금방 끝나요~ 따끔~ 선인장 <참가자>
- 2018년 SBS 《영재발굴단》
- 2019년 채널A 《리와인드-시간을달리는게임》
- 2022년 MBC 《호적메이트》
- 2023년 KBS2 《생존게임 코드레드》
- 2024년 JTBC 《아는형님》 게스트